# Pero mathanaria
Pero mathanaria är en fjärilsart som beskrevs av Charles Oberthür 1883. Pero mathanaria ingår i släktet Pero och familjen mätare. Inga underarter finns listade i Catalogue of Life.